# Los nueve poetas líricos

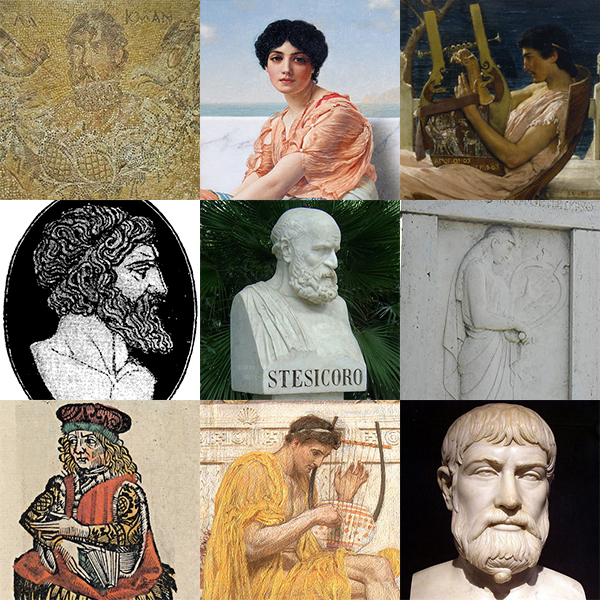
Los nueve poetas líricos.

Los nueve poetas líricos, o nueve poetas mélicos, fueron un canon o lista de poetas y compositores griegos antiguos, tenidos en gran estima por los, también antiguos, académicos y expertos helenísticos de Alejandría. Se les consideraba dignos de estudio crítico.
Los nueve poetas fueron estos:
- Alceo de Mitilene (lírica monódica, VII siglo a. C.)
- Safo (lírica monódica, VII siglo a. C.)
- Anacreonte (lírica monódica, VI siglo a. C.)
- Alcmán de Esparta (lírica coral, siglo VII a. C.)
- Estesícoro (lírica coral, VI siglo a. C.)
- Íbico (lírica coral, VI siglo a. C.)
- Simónides de Ceos (lírica coral, siglo VI a. C.)
- Baquílides (lírica coral, siglo V a. C.)
- Píndaro (lírica coral, siglo V a. C.)

En la mayoría de fuentes escritas griegas, se emplea la palabra melikos para referirse a estos autores (de melos 'canción'), pero algunos autores emplearon en su lugar lyrikos, que fue la que se empleó para crear el latín lyricus y de ahí a los lenguajes modernos.
Los antiguos académicos definieron este género (la lírica) en atención a la forma métrica y al instrumento con que se acompañaba, la lira, y no basándose en el fondo (el contenido). Debido a esto, existen algunos tipos de poesía que deberían ser incluidos bajo la etiqueta «lírica» en la literatura moderna, pero que, sin embargo, están excluidos (como la elegía).
Esta poesía lírica está dividida tradicionalmente en dos estilos: poesía coral y poesía lírica monódica.